# Peter Englund
Peter Englund (Boden, 4 d'abril de 1957) és un historiador i escriptor suec. Des de 2002 és membre de l'Acadèmia Sueca, de la qual ha estat secretari permanent entre 2009 i 2015.

## Biografia
Englund va néixer a Boden, al nord de Suècia, aquí va descobrir l'interès per la història a l'institut. Un cop va acabar els estudis secundaris va servir 15 mesos a l'exèrcit, concretament al Regiment Norrbotten, amb seu a la mateixa localitat. Políticament actiu en la seva joventut, va donar suport al FNL i també va organitzar les joventuts del Partit Socialdemòcrata.

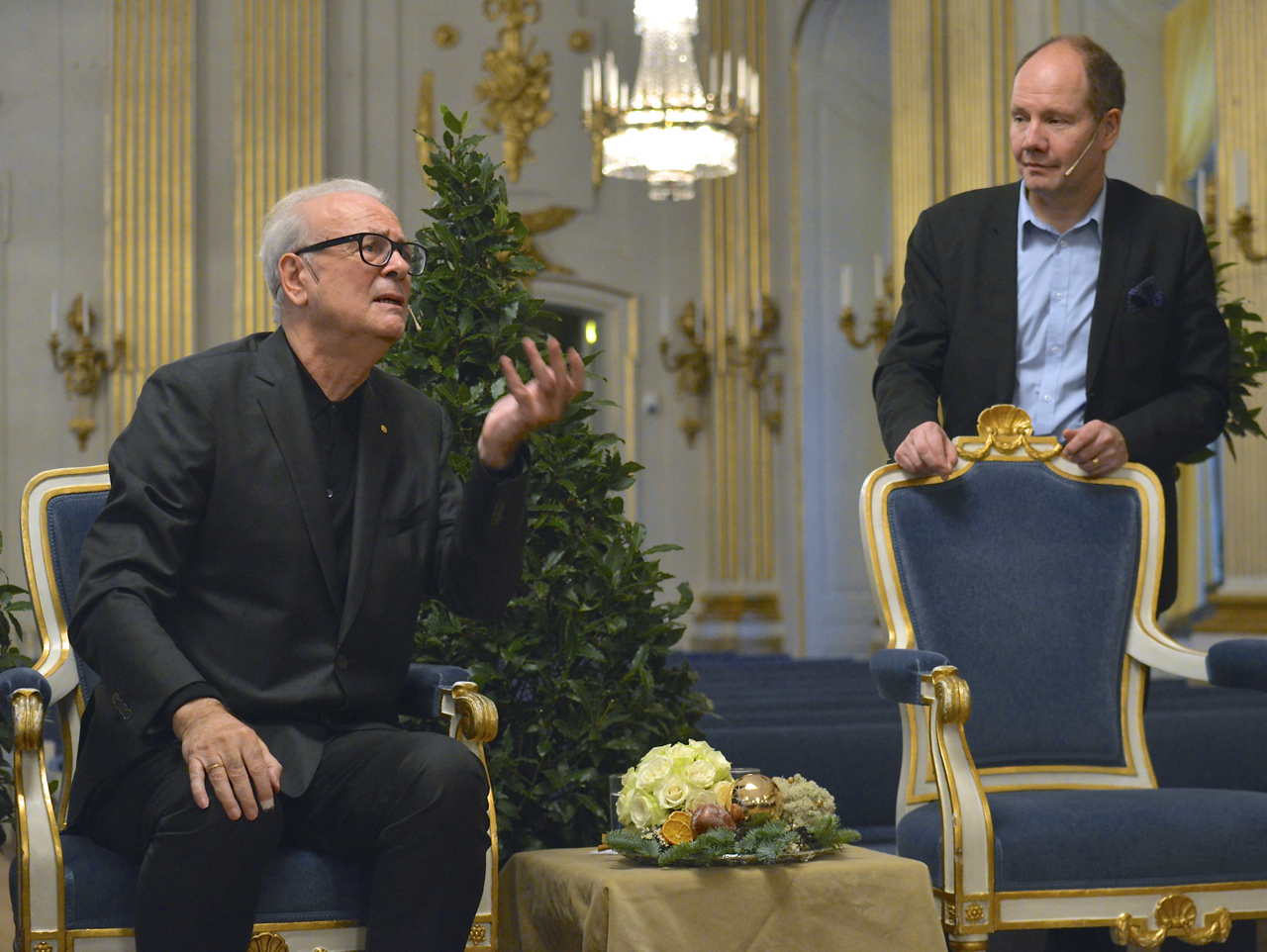
Patrick Modiano i Peter Englund 2014.

El 1980 va començar a els estudis d'història, arqueologia, i filosofia teòrica a la Universitat d'Uppsala, completant la llicenciatura el 1983, després de la qual va començar els estudis de doctorat en història. Se li va concedir el doctorat el 1989 per la seva tesi Det hotade Huset (Una casa en perill) una investigació de la visió del món de la noblesa sueca del segle xvii, període conegut com a Imperi Suec. Durant el seu període com a estudiant de doctorat, també havia treballat durant algun temps al Servei d'Intel·ligència Militar suec i Seguretat, i l'any abans d'obtenir el doctorat havia publicat un best-seller Poltava, una descripció detallada de la batalla de Poltava, on les tropes del rei suec Carles XII van ser vençudes per l'exèrcit rus del tsar Pere I el 1709. També va col·laborar en diversos diaris com a analista històric i bèl·lic.
Englund va rebre l'Augustpriset de 1993 i el Premi Selma Lagerlöf de 2002. Va ser elegit membre de l'Acadèmia Sueca el 2002 per a la butaca 10 en substitució de Erik Lönnroth. L'1 de juny 2009 va substituir Horace Engdahl com a secretari permanent de l'Acadèmia.
El 2009, potser per distanciar-se d'Engdahl, el secretari Nobel anterior, Englund va criticar el jurat per ser massa eurocèntric. Al desembre de 2014 va anunciar la seva retirada del càrrec de secretari de l'Acadèmia sueca i va ser succeït per Sara Danius el 31 de maig de 2015. A l'abril de 2015, la Fundació Nobel va anunciar que Peter Englund continuaria com a secretari permanent fins al 30 de novembre de 2015; a partir de l'1 de desembre de 2015, Sara Danius prendria el relleu a Peter Englund.